# Ilha Cook
Ilha Cook (59° 27′ S, 27° 10′ O) é a ilha central do agrupamento de ilhas conhecido como Thule do Sul, pertencente às Ilhas Sandwich do Sul. Thule do Sul foi descoberta por uma expedição britânica sob comando do capitão James Cook, em 1775. A ilha, formada de um estratovulcão ainda existente, foi batizada de Cook por uma expedição russa comandada pelo capitão Bellingshausen, que explorou as Ilhas Sandwhich do Sul de 1819 a 1820.
É um pequeno país insular do Pacífico, formado por um arquipélago que integra 15 pequenas ilhas. É o segundo país menos populoso do mundo com apenas 9 mil habitantes. 